# Pretor
Pretor (en macédonien Претор) est un village du sud-est de la Macédoine du Nord, situé dans la municipalité de Resen. Le village comptait 142 habitants en 2002.

## Démographie
Lors du recensement de 2002, le village comptait :
- Macédoniens : 138
- Serbes : 3
- Autres : 1